# 북제주군

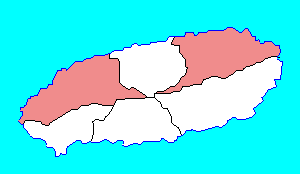
통합 이전의 북제주군

북제주군(北濟州郡)은 대한민국 제주도 북부에 2006년 6월까지 있던 군이었다.

1995년까지 사용된 북제주군의 기
1996년부터 2006년까지 사용된 북제주군의 기

## 역사
- 1946년 8월 1일 전라남도에서 분리되어 제주도(道)가 설치되었다. 제주도(島)는 한라산을 기준으로 북제주군 (조선 시대의 제주목), 남제주군 (조선 시대의 대정군, 정의군)으로 분군하였다.[1] 1읍 5면

| 군정법령 제94호 제주도의설치                                   |                      |
| 구 행정구역                                                    | 신 행정구역          |
| 전라남도 제주도 제주읍, 구좌면, 추자면, 한림면, 조천면, 애월면 | 제주도 북제주군 일원 |
- 1955년 9월 1일 제주읍이 제주시로 승격, 분리되었다.[2] 이로 인해 군역이 동서로 나뉘었다. 5면

| 법률 제368호 제주시설치에관한법률 |                                    |
| 구 행정구역                       | 신 행정구역                        |
| 제주읍 도두리                     | 제주시 도두일동, 도두이동          |
| 제주읍 도련리                     | 제주시 도련일동, 도련이동          |
| 제주읍 삼도리                     | 제주시 삼도일동, 삼도이동          |
| 제주읍 삼양리                     | 제주시 삼양일동, 삼양이동, 삼양3동 |
| 제주읍 아라리                     | 제주시 아라일동, 아라이동          |
| 제주읍 오라리                     | 제주시 오라일동, 오라이동, 오라3동 |
| 제주읍 외도리                     | 제주시 외도일동, 외도이동          |
| 제주읍 용담리                     | 제주시 용담일동, 용담이동, 용담3동 |
| 제주읍 이도리                     | 제주시 이도일동, 이도이동          |
| 제주읍 이호리                     | 제주시 이호일동, 이호이동          |
| 제주읍 일도리                     | 제주시 일도일동, 일도이동          |
| 제주읍 화북리                     | 제주시 화북일동, 화북이동          |
- 1956년 7월 8일 한림면을 한림읍과 한경면으로 분할하였다.[3] 1읍 5면

| 법률 제393호 읍·면설치와행정구역및면의명칭변경에관한법률                                                                      |             |
| 구 행정구역 | 신 행정구역 |
| 한림면 귀덕리, 수원리, 한수리, 대림리, 한림리, 상대리, 동명리, 명월리, 상명리, 월림리, 금악리, 옹포리, 협재리, 금능리, 월령리 | 한림읍 일원 |
| 한림면 한성리, 금등리, 두모리, 한원리, 신창리, 용수리, 용당리, 고산리, 조수리, 청수리, 산양리, 낙천리, 저지리                 | 한경면 일원 |
- 1980년 12월 1일 애월면을 애월읍으로, 구좌면을 구좌읍으로 각각 승격하였다.[4] 3읍 3면
- 1985년 10월 1일 조천면을 조천읍으로 승격하였다.[5] 4읍 2면
- 1986년 4월 1일 구좌읍 연평출장소를 우도면으로 승격하였다.[6] 4읍 3면

| 대통령령 제11874호 경기도남양주군조안면등면설치와읍·면의관할구역변경에관한규정 |             |
| 구 행정구역                                                                    | 신 행정구역 |
| 구좌읍 연평리                                                                  | 우도면 일원 |
- 2006년 7월 1일 제주특별자치도의 출범과 함께 제주시와 통합됨으로써 북제주군을 폐지하였다.[7]

| 제주도 조례 제2538호 행정시와읍·면·동및리의명칭과구역에관한조례 |                            |
| 구 행정구역                                                     | 신 행정구역                |
| 제주도 북제주군                                                 | 제주특별자치도 제주시 일부 |

## 같이 보기
- 제주시
- 북제주군수
- 북제주군수 선거